# Instituto Pasteur (São Paulo)
O Instituto Pasteur é uma entidade centenária ligada à Secretaria da Saúde do Governo do estado de São Paulo dedicada à pesquisa científica sobre a raiva animal, doença infecciosa que atinge o Sistema Nervoso Central e que através da transmissão do vírus pode contaminar todos os grupos de mamíferos, sendo potencialmente fatal em casos mais graves. A grande missão do Instituto é, com as atividades em laboratórios e projetos de pesquisa, controlar e atentar a população em relação à raiva e outras encefalites virais fazendo atividades de laboratório com pesquisas e inovações. Ele está localizado atualmente no logradouro: Avenida Paulista, 393 - Cerqueira César. São Paulo - SP. 

## História
Foi fundado por iniciativa privada em 5 de agosto de 1903 como uma instituição particular e altruística, tendo como seu primeiro presidente Ignácio Wallace da Gama Cochrane, ex-deputado e diretor da Superintendência de Obras Públicas do Estado.
Em 1916, a instituição começou a ter problemas econômicos, impossibilitando assim que o tratamento fosse gratuito, por isso foi doada ao governo de São Paulo, o que acabou resultando no Decreto-Lei n° 1.525, de 13 de agosto de 1916. Ou seja, se tornou dever do governo do Estado a vacinação e controle da raiva. O que foi de extrema importância para a população brasileira, já que, no início do século XX, a raiva canina cresceu muito devido ao desenvolvimento industrial e o êxodo do campo e resultou em muitas mortes na sociedade, devido a isso a população necessitava muito mais do tratamento preventivo. As pessoas eram atendidas nos ambulatórios e as pessoas do interior e de outros estados também eram tratadas.
Em seus primeiros anos, o Instituto tinha três principais áreas de atuação: a produção de imunobiológicos, como a vacina contra a raiva e o soro antitetânico, o ensino da bacteriologia, que incluía um curso de inspeção de alimentos, e a pesquisa na área da saúde pública, com foco em doenças tropicais. De acordo com as descobertas científicas nas instituições estrangeiras, conseguiam introduzir novas tecnologias.
De acordo com Leonídio Ribeiro, em sua biografia sobre Afrânio Peixoto, páginas 41 a 43, D. Pedro II contribuiu com cem mil francos para a construção do Instituto Pasteur de Paris, havendo na ocasião de sua visita um busto de D. Pedro II na biblioteca do Instituto.
No início do século XX, a raiva canina não era controlada, provocando mortes em humanos. Moradores da capital, do interior de São Paulo e de outros estados procuravam o Instituto em busca do tratamento preventivo. Chegavam também pessoas já doentes e/ou com suspeita de raiva humana que eram encaminhadas ao Hospital de Isolamento Emilio Ribas, mas acabavam morrendo. Nos canis do IP eram observados animais suspeitos.
Em novembro de 1903, as primeiras vacinas contra a raiva produzidas em São Paulo começaram a ser distribuídas para a população da cidade. As culturas das primeiras amostras foram fornecidas pelo Instituto Pasteur do Rio de Janeiro, inaugurado em 1888.
Em 1906, o patologista italiano Antonio Carini assumiu a presidência do Instituto e impulsionou as pesquisas sobre bacteriologia e patologia animal, consolidando a entidade e trazendo recursos provenientes de empresários como Francisco Matarazzo e de empresas como a Light and Power.
No período de 1908 adiante, as vacinas eram feitas na própria instituição. Eles se preocupavam com a divulgação dos serviços e a dissipação das informações sobre a doença para uma publicação chamada "Noções Populares sobre a Hydrophobia"
Em 1956, foi criado o fundo destinado à pesquisa(Decreto Nº 26.978) a instituição impulsionou o estudo sobre a raiva.<refses.sp.bvs.br/lildbi/docsonline/get.php?id=490</ref>
A partir de 1958, a fabricação de vacinas contra a raiva foi transferida ao Instituto Butantã e passou a ser produzida em escala mundial e a instituição passou a dar maior atenção ao diagnóstico laboratorial. Hoje, destacando-se na área de saúde pública com seu trabalho na prevenção da raiva, o Instituto Pasteur, sediado na Avenida Paulista, número 393, é consorciado da OPAS - Organização Pan-Americana de Saúde e da OMS - Organização Mundial de Saúde.
Desde janeiro de 1996, o Instituto também sedia a coordenação do Programa de Controle da Raiva do Estado de São Paulo, que tem parceria com várias instituições do Estado de São Paulo e cujo trabalho provocou um declínio da incidência da raiva em cães e gatos, a partir de 1997, houve apenas um único caso de raiva humana transmitido pela espécie canina, não sendo mais registrados casos com a variante canina desde 1999.
Com o passar do tempo, o Instituto Pasteur passou a desenvolver outras atividades, estudando também outros reservatórios animais. Em 2003, o instituto recebeu amostras do sistema nervoso de cavalos, para investigar a possibilidade da ocorrência no país da "febre do Oeste do Nilo", que afeta cavalos na África. Entre os serviços prestados atualmente, o centro oferece diagnósticos virológicos, atendimento ambulatorial e seus pesquisadores realizam a sorologia para avaliação de anticorpos antirrábicos. Além de pessoalmente, o Instituto se disponibiliza a atender por telefone distribuindo informações e indicações, tanto de tratamentos quanto de vacinas e coletas de materiais. 
Em 2007, o Instituto Pasteur promoveu um evento referente ao Dia Mundial da raiva para em média 250 pessoas. No ano de 2008 até agosto foram aplicadas 50 mil doses de vacina contra febre amarela, 8 mil de influenza e 20 mil de rubéola e sarampo.
Atualmente, o Instituto é credenciado pelo Ministério da Saúde, participa da Rede de Laboratórios com a Organização Panamericana de Saúde e realiza anualmente a dosagem de anticorpos antirrábicos em cerca de 24.000 amostras de soro humano para quase todo o país, e a cada ano são vacinados cerca de 6,5 milhões de cães e gatos. Desse modo, são processadas mais de 1800 amostras de soro animal (de cães e gatos) no laboratório do IP, assim emitindo laudos de Sorologia e avaliando os anticorpos antirrábicos.

## O Centenário
Em comemoração ao centenário do Instituto Pasteur de São Paulo, o mesmo resolveu realizar um seminário, que levou como tema "História e o combate à raiva". Logo na abertura, o evento contou com duas palestras com enfoque voltado para a história do Instituto e também ao próprio cientista que serviu de inspiração e levou à criação do centro. Diretamente do Instituto de Paris, o francês Noël Tordo realizou a abertura do evento com uma apresentação intitulado de "A história de Louis Pasteur e do Instituto Pasteur de Paris". Em seguida, foi a vez de Luiz Antônio Teixeira, da Fundação Oswaldo Cruz, Rio de Janeiro, que tratou sobre a história do Instituto no estado de São Paulo.
Conforme os dias do evento, foram organizadas diversas discussões científicas a respeito dos aspectos da raiva. Paralelamente à isso, entre os meses de agosto e setembro de 2003 também ocorreu uma mostra fotográfica composta por aproximadamente 60 painéis com fotografias, pequenos textos e documentos dispostos em cinquenta painéis de aço escovado e acrílico que marcaram a vida e a evolução do Instituto desde sua inauguração,  contando com a presença do governador Geraldo Alckmin. Além das fotografias, uma série de pôsteres também mostrou a respeito da vida e do trabalho do francês Louis Pasteur, responsável pela descoberta da vacina antirrábica e doa funcionários e indivíduos que procuravam o tratamento no Instituto Pasteur. 

## Organização
O Instituto Pasteur (divisão técnica de saúde) é ligado ao organograma da Coordenadoria de Controle de Doenças, o qual também tem responsabilidade sob o departamento técnico de saúde, Instituto Adolf Lutz. A separação infraestrutural da CCD pode ser dada em três grandes categorias, o Departamento Técnico de Saúde, que engloba os centros de vigilância (epidemiológica e sanitária), a Divisão Técnica de Saúde, da qual o Instituto Pasteur faz parte juntamente com o Centro de Distribuição e Logística e, por último, a Divisão Técnica, que inclui o Centro de Documentação.

## Reestruturação

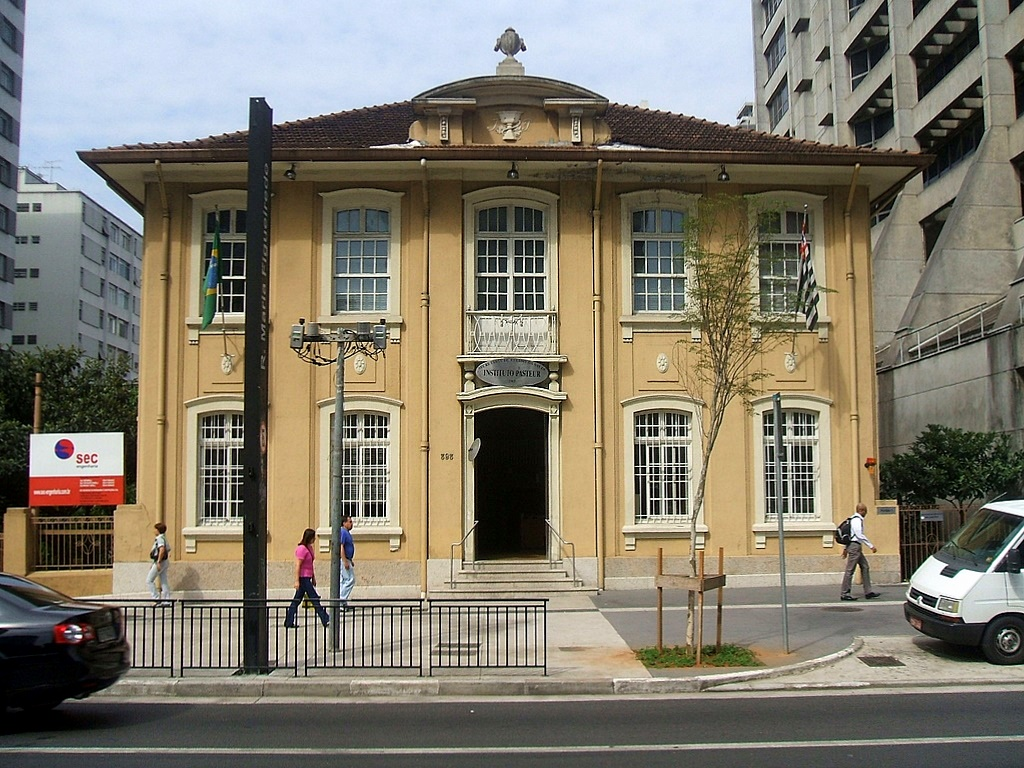
Instituto Pasteur

O centro considerado uma grande referência nacional, que tem papel fundamental no suporte à vigilância e controle da raiva animal e humana no estado, o Instituto Pasteur de São Paulo, recebeu um total aproximado de R$ 900 mil da Secretaria de Estado da Saúde, e com isso melhorias e restaurações foram feitas em sua infraestrutura.[carece de fontes?] A fachada e os muros do local receberam uma nova pintura, sistemas de drenagem de águas pluviais e revestimentos em mármore em sua entrada principal (que foi completamente reconstituída) também foram instalados.
Todo o assoalho do edifício foi refeito e readaptado, através da modernização e a correção de imperfeições de fatores importantes. Uma nova infraestrutura para os elevadores, a troca das velhas e antigas por novas instalações hidráulicas e elétricas, criação de uma central de resíduos, adequações à sala operacional, e até mesmo as calçadas do local foram reformadas. Buscando modernizar e garantir maior eficácia dos resultados em pesquisas e no controle do vírus da raiva, foram feitas aquisições de equipamentos como, máquinas, microscópios, balanças, freezers, incubadoras, entre outros. Tais melhorias é devido a uma contribuição de investimentos que o governo do Estado de São Paulo realiza na unidade desde 2012.
Enquanto o Instituto permanecia em obras, o mesmo não suspendeu suas atividades. As pesquisas seguiram sendo realizadas no prédio-sede, entretanto o acesso ao público foi transferido para o Hospital Emílio Ribas, localizado em suas proximidades.

## Equipamentos
O Instituto Pasteur conta com uma estrutura de medicamentos muito bem preparada, uma vez que a raiva, além de atingir os animais mamíferos, pode afetar humanos que foram mordidos por cães, por exemplo (média de 120.000 ocasiões por ano).
Com isso, há recomendações rigorosas perante a profilaxia antes e depois desses eventos, assim como a disponibilidade de soro antirrábico (contra a raiva) - 24.000 amostras para humanos por ano e 1.800 amostras para serem aplicadas nos animais. Mais da metade dessas amostras são feitas pelo Instituto Pasteur e distribuídas por todo país (exceto o estado de Minas Gerais).

## Biblioteca
Juntamente com a inauguração do Instituto Pasteur, a biblioteca Dr. Murillo Pacca de Azevedo foi estreada. A biblioteca tem como missão incentivar qualquer tipo de pesquisa em relação à temas específicos da Raiva. Porém, seu acervo contém livros com conteúdos sobre imunologia, virologia, epidemiologia, saúde pública, legislação, políticas e programa de raiva.
Seu acervo possui mais de dez mil itens entre eles: livros, teses, dissertações, monografias, manuais, títulos de periódicos científicos, entre outros referentes à formação tecno-cientifica institucional e produções relacionadas a temática Raiva.

## Pesquisas
No setor especializado em pesquisas há divisões em Setor Virologia e Setor de Imunologia. Os dois setores contam com profissionais qualificados e comprometidos.  Há também área dedicada apenas para a produção de artigos, dissertações, teses e outros textos, sendo todos de gênero científico.